# Newsday
Newsday este un ziar american înființat în anul 1940, în Long Island, care face parte din trustul de presă Tribune Company.
Printre ziariștii publicației care au fost premiați cu Premiul Pulitzer se numără Roy Gutman și Robert W. Greene
În luna mai 2008, ziarul avea un tiraj de 379.613 exemplare zilnic, fiind pe locul 11 în topul ziarelor din Statele Unite, după Arizona Republic.